# Elefanten-Deklaration von Bamako
Die Elefanten-Deklaration von Bamako ist ein multilaterales Abkommen aus dem Jahr 2008 zum Schutz von Elefanten. Die unterzeichnenden 17 afrikanischen Staaten verpflichten sich den im Washingtoner Artenschutzabkommen erlaubten Handel mit beschlagnahmtem Elfenbein einzustellen. Benannt ist das Abkommen nach der Hauptstadt des Westafrikanischen Staates Mali, Bamako, in der es unterzeichnet wurde.